# Федерация Южной Аравии
Федерация Южной Аравии (араб. اتحاد الجنوب العربي‎, Ittihad al-Janūb al-‘Arabī, англ. Federation of South Arabia) — организация государств под протекторатом Великобритании, существовавшая на территории Южного Йемена.

## История Федерации (1962—1967)
Первоначально сформирована 4 апреля 1962 из 15 государств Федерации арабских эмиратов Юга. 18 января 1963 к ней присоединилась Королевская колония Аден. После присоединения султаната Верхний Аулаки в июне 1964 в федерацию входило 17 государств.
На полпути между Шейх Османом и Малым Аденом была выстроена в пустыне столица Федерации Южной Аравии (ФЮА) Аль-Иттихад. Расстояния между районами были велики: от Мааллы (район Адена) до Шейх Османа — 8 километров, до Малого Адена — 13 километров.
23 июля 1962 г. в Лондоне начались переговоры английского министра колоний Дункана Сэндиса с министрами Федерации Южной Аравии и колонии Аден. Стороны затронули вопрос о конституционном статусе Адена и об условиях его вхождения в состав федерации. Многочисленные партии и организации Адена выступили с протестом против этих переговоров, заявив, что министры колонии не имеют права решать судьбу населения Адена и что только национальное правительство Адена, созданное на основе всеобщих выборов, было бы правомочно решать вопрос о союзе с федерацией. Для достижение всего этого требовалось ликвидация её зависимости от Англии. Представители оппозиции во главе с Конгрессом профсоюзов Адена заявили, что любой союз, заключенный вопреки воле населения Адена, будет расторгнут при первой же возможности. В день начала лондонских переговоров в Адене была объявлена забастовка протеста. Конгресс профсоюзов Адена призвал к этой забастовке, несмотря на то что в Адене с 1960 г. действовал закон, запрещавший забастовки, и нарушители его подвергались тюремному заключению.
16 августа 1962 г. переговоры закончились подписанием соглашения, в соответствии с которым Аден, оставаясь под английским суверенитетом, должен был войти в состав Федерации Южной Аравии 1 марта 1963 г. Соглашение предусматривало, что договор о создании федерации, подписанный 11 февраля 1959 г., останется в силе, а новый договор явится лишь дополнением к нему. В ходе этих переговоров было также достигнуто соглашение о внесении незначительных измерений в конституционный статус Адена, после того как он войдет в состав федерации.
В 1965 году англичане временно отстранили правительство Федерации Южной Аравии и ввели прямое колониальное правление.
В 1966 команда федерации принимала участие в Играх Содружества в Кингстоне, Ямайка. Федерация была распущена после получения независимости наряду с Протекторатом Южной Аравии и образования Народной Демократической Республикой Йемен 30 ноября 1967.

## Субъекты Федерации
1. Британская колония Аден, преобразованная в Штат Аден
2. Шейхство Акраби
3. Шейхство Алави
4. Султанат Аудхали
5. Султанат Верхний Аулаки
6. Шейхство Верхний Аулаки
7. Султанат Нижний Аулаки
8. Эмират Бейхан
9. Султанат Вахиди
10. Эмират Дали
11. Шейхство Датина
12. Султанат Лахедж
13. Шейхство Мафлахи
14. Султанат Фадли
15. Султанат Хаушаби
16. Шейхство Шаиб
17. Султанат Нижняя Яфа

## Руководство

### Верховные комиссары
- Сэр Чарлз Хепбёрн-Джонстон (18 января 1963 — 17 июля 1963)
- Сэр Джеральд Кеннеди Николас Треваскис (17 июля 1963 — 21 декабря 1964)
- Сэр Ричард Гордон Тёрнбулл (21 декабря 1964 — 22 мая 1967)
- Сэр Хэмфри Тревельян (22 мая 1967 — 30 ноября 1967)

### Главные министры
- Хассан Али Баюми (18 января 1963 — 24 июня 1963)
- Зейр Абду Бахарун (9 июля 1963 — 23 января 1965)
- Абдул-Кави Хассан Маккави (7 марта 1965 — 25 сентября 1965)
- Али Муса аль-Бабакр (25 сентября 1965 — 30 августа 1966)
- Салих аль-Авадли (30 августа 1966 — 30 ноября 1967)